# شير شاه
شير شاه صوري (1486، ساسارام–22 مايو 1545 كالنجار) (بشتو: شير شاہ سوري)، ويـُعرف أيضاً باسم فريد خان أو شير خان (الملك النمر أو الملك الأسد)، كان امبراطوراً هندياً قوياً في العصور الوسطى (1540–45) من ساسارام، بيهار، الهند. وكان شير شاه من أصل بشتوني (أفغاني) وقد أسس أسرة حاكمة عـُرفت باسم أسرة صور عام 1540 في شمال الهند. وقد طرد الأسرة المغولية في أغرة وقد كان حكمه بداية أسرة صوري التي عمـَّرت لفترة وجيزة في الهند

## صعود نجم شير خان

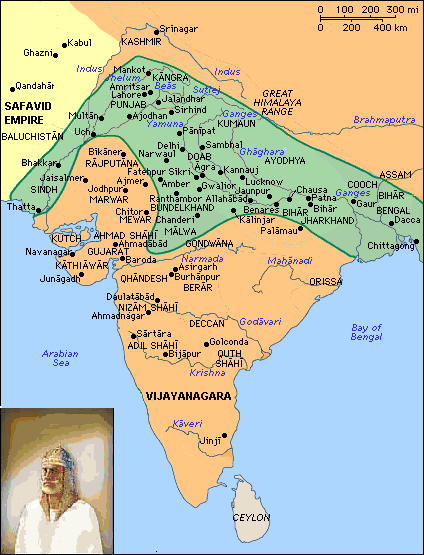
امبراطورية شير شاه

## وفاته وخلافته
أعقب شير شاه صوري على الحكم ابنه، جلال خان الذي اتخذ اللقب إسلام شاه صوري.

## معرض صور

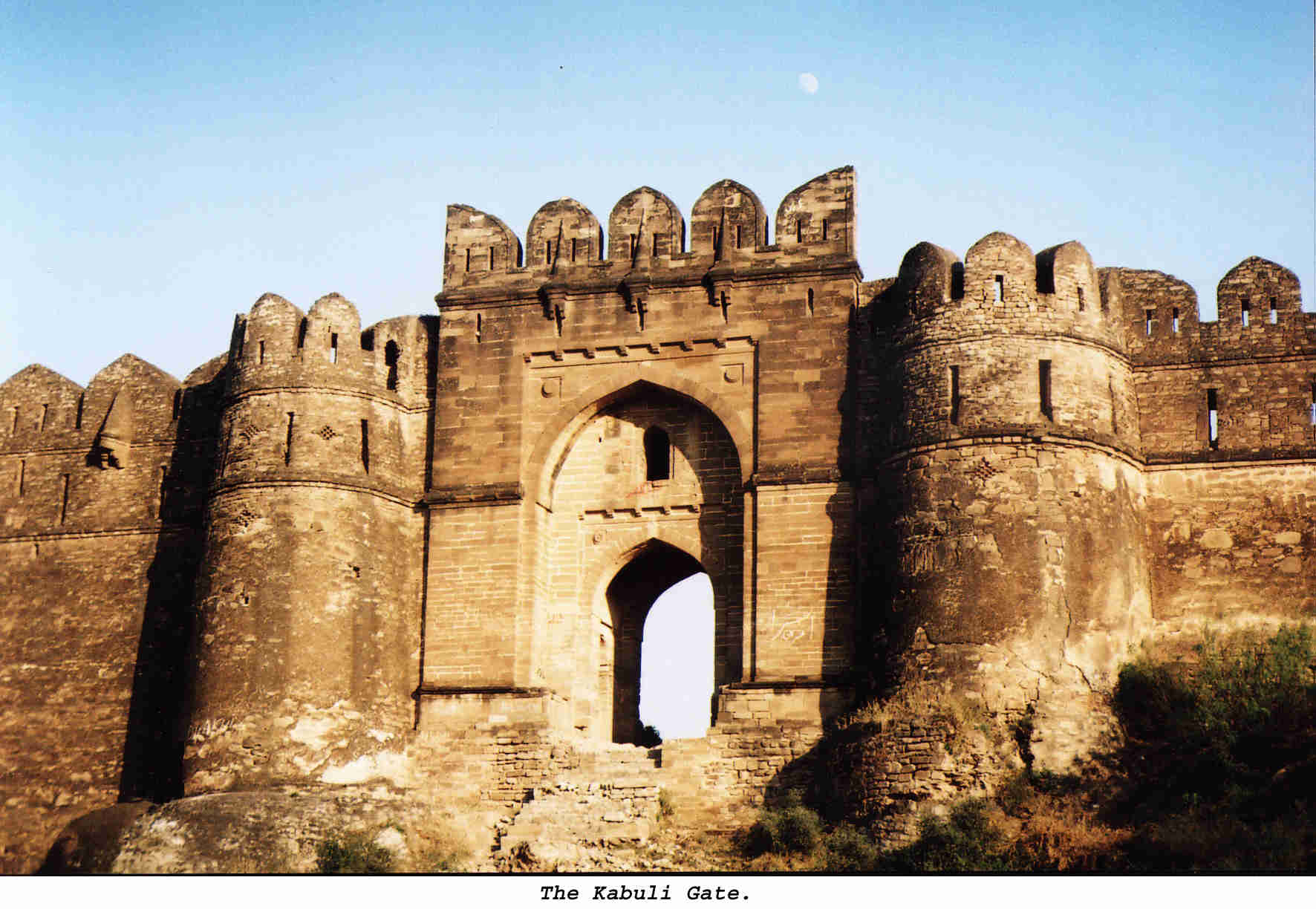
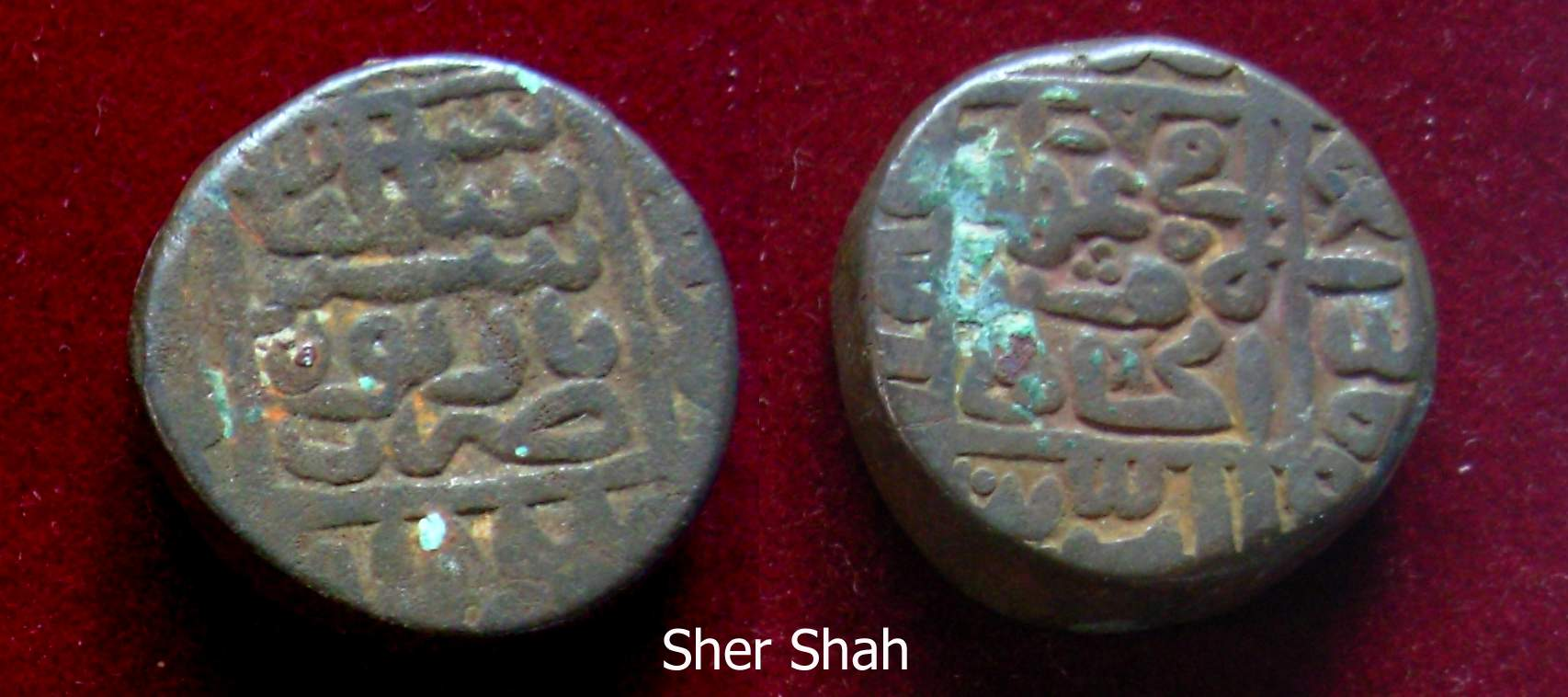
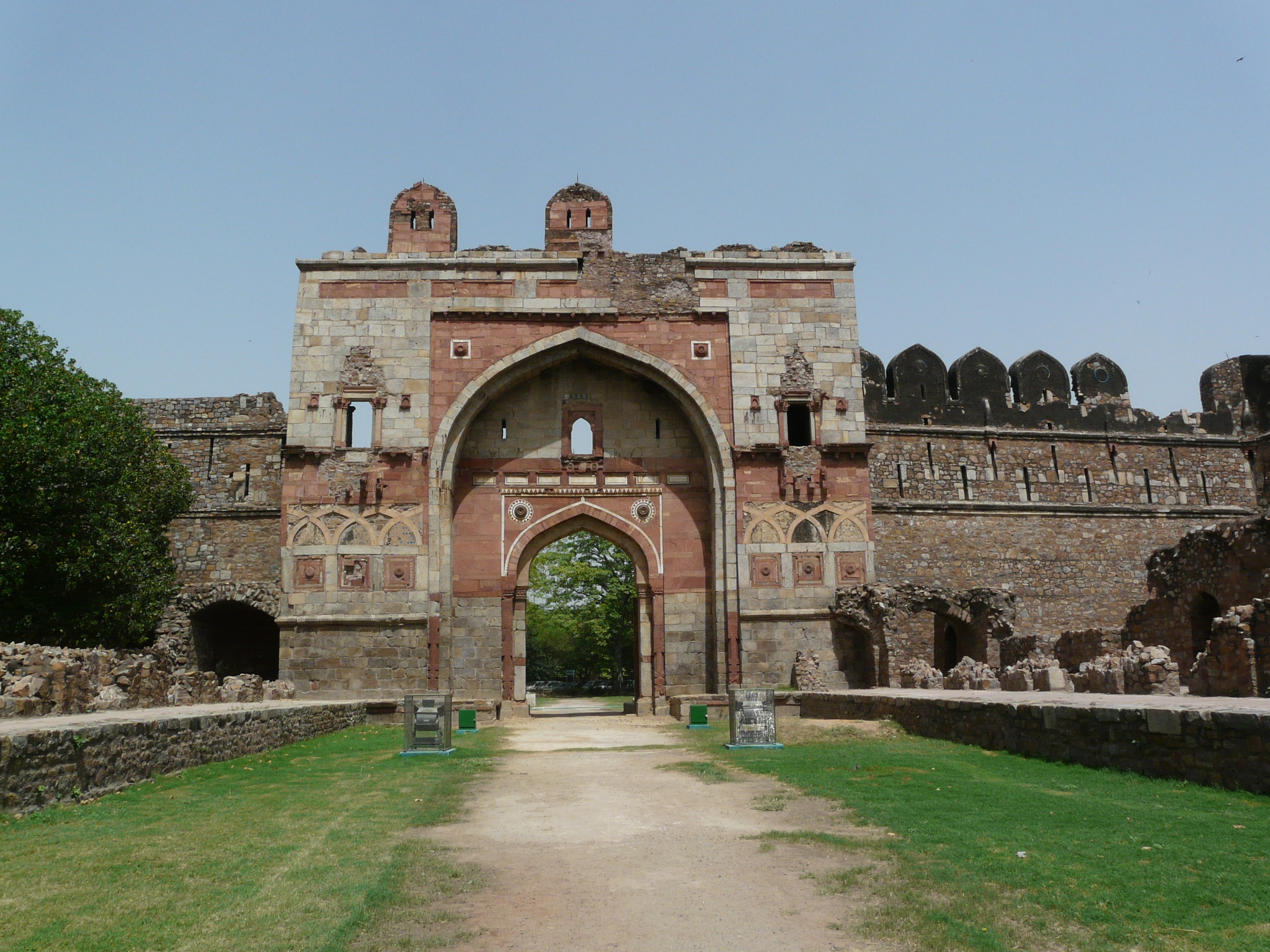
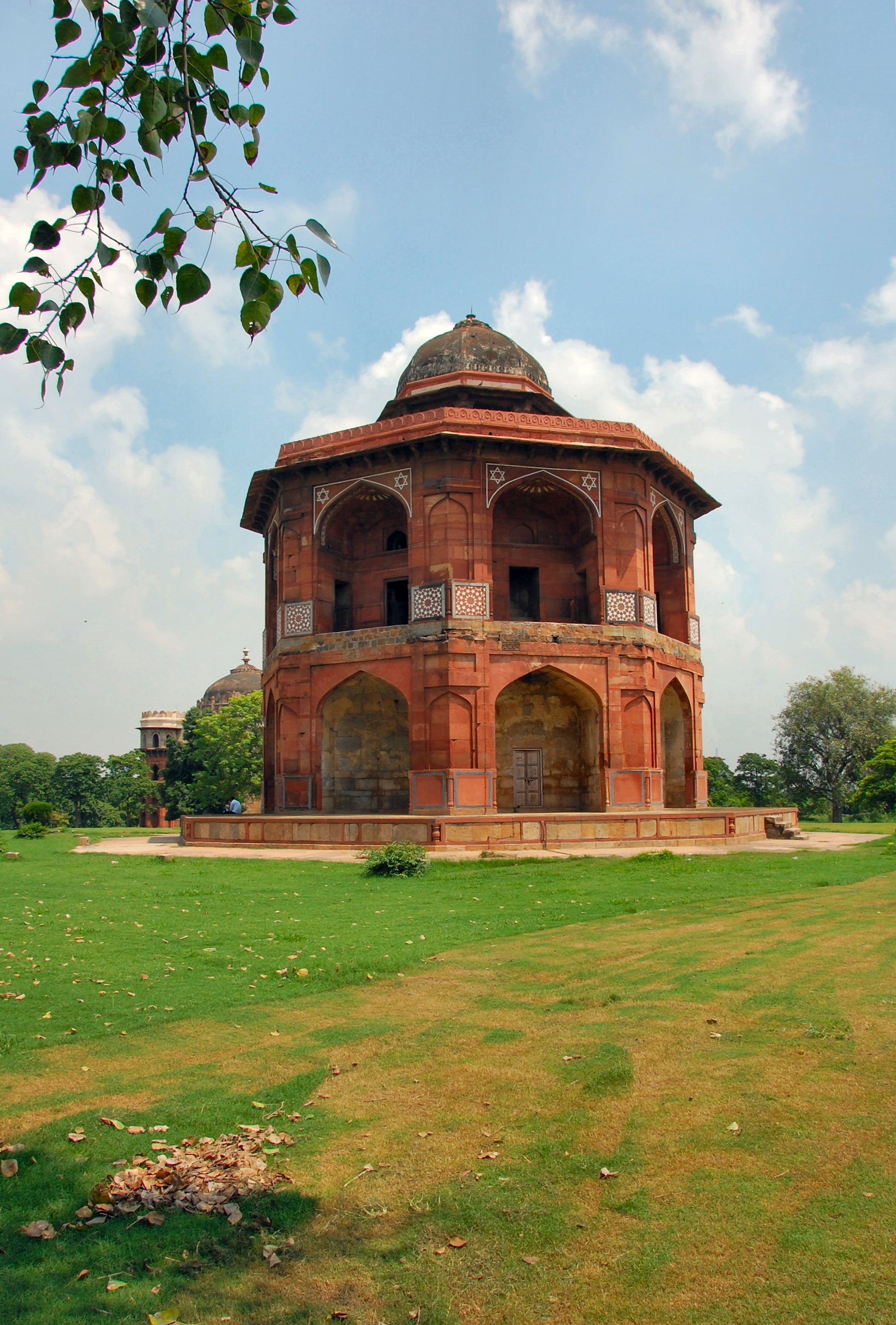
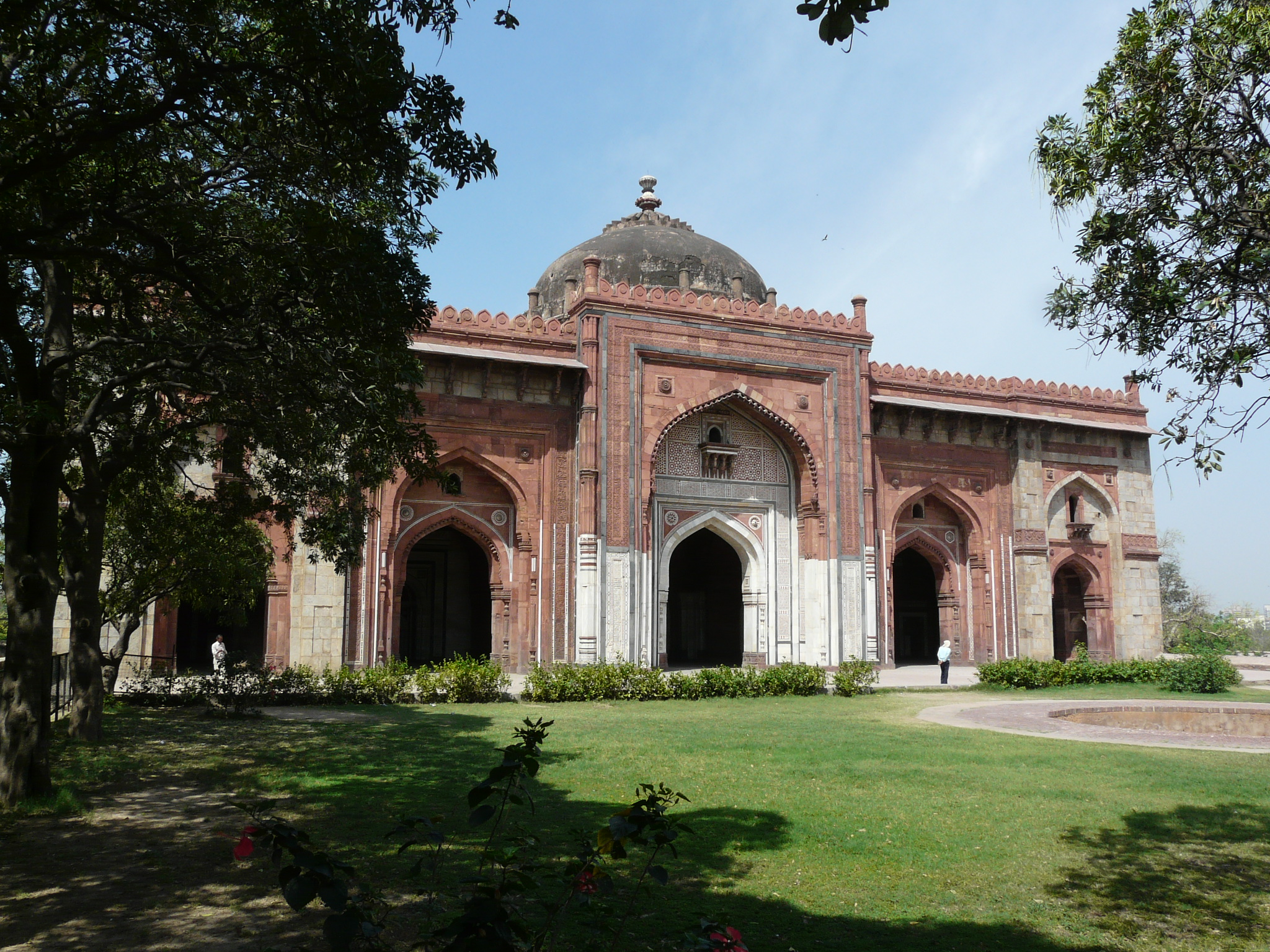

## وصلات خارجية
- Encyclopedia Britannica - Sher-Shah-of-Sur
- Columbia Encyclopedia - Sher Khan
- Sher Shah Suri - The Lion King
- Sher Shah brief biography as ruler
- Sur Dynasty

| سبقه المؤسس | {{{العنوان}}} 1539-1545 | تبعه سليم شاه السوري |